# Monuments nationaux de Čapljina
Cet article recense les monuments nationaux situés sur le territoire de la municipalité de Čapljina en Bosnie-Herzégovine et dans la fédération de Bosnie-et-Herzégovine. La liste établie par la Commission pour la protection des monuments nationaux compte 9 monuments nationaux inscrits sur la liste principale et 3 monuments inscrits sur une liste provisoire.

## Monuments nationaux
| Monument                                            | Localité         | Géolocalisation | Datation               | Commentaire éventuel                                                                   | Photo |
| --------------------------------------------------- | ---------------- | --------------- | ---------------------- | -------------------------------------------------------------------------------------- | ----- |
| Église de la Transfiguration de Klepci              | Klepci           |                 | XVIe siècle ; 1857     | Église orthodoxe serbe ; site et vestiges, avec l'école et le cimetière                |       |
| Église de la Dormition-de-la-Mère-de-Dieu de Gabela | Gabela           |                 | ?                      | Église orthodoxe serbe ; avec les biens mobiliers et les pierres tombales du cimetière |       |
| Site archéologique de Gabela                        | Gabela           |                 | À partir du Moyen Âge  | Ruines de la forteresse                                                                |       |
| Pont de Klepci                                      | Klepci           |                 | XVIe siècle ?          | Sur la rivière Bregava                                                                 |       |
| Tour Pašić                                          | Bivolje Brdo     |                 | XVIe siècle            | Ensemble résidentiel                                                                   |       |
| Počitelj                                            | Počitelj         |                 | À partir du XVe siècle | Ville historique                                                                       |       |
| Villa romaine de Višići                             | Višići (Kućišta) |                 | Période romaine        | Villa rustica ; site archéologique                                                     |       |
| Rt kula                                             | Dračevo          |                 | ?                      | Tour sur la rivière Krupa                                                              |       |
| Villa fortifiée de Mogorjelo                        | Près de Čapljina |                 | Début du IVe siècle    | Site archéologique                                                                     |       |

## Liste provisoire
| Monument                                   | Localité | Géolocalisation              | Datation | Commentaire éventuel                                                                                          | Photo |
| ------------------------------------------ | -------- | ---------------------------- | -------- | --- | ----- |
| Église Saint-François-d'Assise de Čapljina |          |                              |          | Église catholique                                                                                             |       |
| Église Saint-Étienne de Gabela             | Gabela   | 43° 03′ 30″ N, 17° 40′ 50″ E |          | Église catholique                                                                                             |       |
| Parc naturel de Hutovo blato               |          | 43° 03′ 00″ N, 17° 49′ 00″ E |          | Aires protégées de Bosnie-Herzégovine ; zone importante pour la conservation des oiseaux (ZICO) ; site Ramsar |       |